# Salonsaari (ö i Södra Savolax, S:t Michel, lat 61,36, long 27,35)
Salonsaari är en ö i Finland. Den ligger i sjön Kuolimo och i kommunen Sankt Michel i den ekonomiska regionen  S:t Michel och landskapet Södra Savolax, i den södra delen av landet, 180 km nordost om huvudstaden Helsingfors. Öns area är 0,96 kvadratkilometer och dess största längd är 1,9 kilometer i öst-västlig riktning.